# مات دونبار
مات دونبار (بالإنجليزية: Matt Dunbar)‏ هو لاعب كرة قاعدة أمريكي، ولد في 15 أكتوبر 1968 في تالاهاسي في الولايات المتحدة.

## وصلات خارجية
- مات دونبار على موقعبيزبول رفرنس.كوم (الدوري الرئيسي) (الإنجليزية)